# جورج تشيشولم
جورج تشيشولم (بالإنجليزية: George Chisholm)‏ هو منافس ألعاب قوى أمريكي، (و. 1887 – 1920 م).

## وصلات خارجية
- جورج تشيشولم على موقع أوليمبيديا (الإنجليزية)